# Карим, Джавед
Джавед Карим (бенг. জাভেদ করিম, англ. Jawed Karim, род. 28 октября 1979, Мерзебург, ГДР) — американский предприниматель, один из создателей сервиса YouTube, ранее внёс вклад в разработку сервисов платёжной системы PayPal.

## Биография

### Ранние годы и образование
Джавед Карим родился 28 октября 1979 года в Мерзебурге, в семье бангладешца и немки. Его отец Наймуль Карим — бангладешец, работающий исследователем в 3M, а его мать Кристина — немецкий учёный-биохимик из Миннесотского университета. Он был старшим из двух мальчиков. Он вместе с семьёй пересек государственную границу ГДР и ФРГ в начале 1980-х из-за расизма, с которым столкнулся, когда рос в Нойсе, ФРГ. Там он тоже столкнулся с расизмом, и в 1992 году Карим вместе с семьёй переехал в Сент-Пол.
Он окончил Центральную среднюю школу Сент-Пола в 1997 году, а затем поступил в Иллинойсский университет в Урбане-Шампейне. Он покинул кампус до окончания учёбы, чтобы стать одним из первых сотрудников PayPal. Он продолжил обучение, получив степень бакалавра в области информатики. Впоследствии он получил степень магистра в области информатики в Стэнфордском университете. Помимо родного немецкого языка, он говорит на английском и бенгальском.

### Карьера
Во время учёбы в университете Карим проходил стажировку в Silicon Graphics, где занимался управлением 3D-воксельными данными для очень больших наборов данных для рендеринга объёмов, включая данные для проекта «Видимый человек». В 2002 году, работая в PayPal, он познакомился с Чадом Хёрли и Стивом Ченом. Три года спустя, в 2005 году, они основали видеохостинг YouTube. Карим создал первый аккаунт на YouTube под ником "jawed" 24 апреля 2005 года, и в тот же день загрузил на сайт первое видео.
После того как Карим стал соучредителем компании и разработал концепцию и веб-сайт YouTube вместе с Чадом Хёрли и Стивом Ченом, он поступил в магистратуру Стэнфордского университета на факультет компьютерных наук, продолжая работать консультантом в YouTube. Когда сайт был запущен в феврале 2005 года, Карим согласился не работать в компании, а быть лишь неофициальным консультантом и сосредоточиться на учёбе. В результате его доля в компании была гораздо меньше, чем у Хёрли и Чена.
Из-за того, что роль Карима в компании была менее значимой, он был малоизвестен широкой публике как третий основатель, пока YouTube не был поглощён Google в 2006 году. Несмотря на то, что его доля в компании была меньше, сумма покупки была достаточно крупной, чтобы он получил 137 443 акции на сумму около 64 миллионов долларов по цене закрытия торгов Google на тот момент.

### Комментарии
1. ↑  Источники расходятся во мнениях относительно года, когда семья переехала из Восточной Германии в Западную. The New York Times пишет, что это было в 1980 году[5]. The Daily Star[англ.] пишет, что это было в конце лета 1981 года[6]. Die Welt пишет, что это было в 1982 году[4].